# Deir el-Medina
Deir el-Medina (egipčanska arabščina: دير المدينة) je starodavna egipčanska vas, ki je bila sedež obrtnikov, ki so delali v grobnicah v Dolini kraljev v 18. do 20. dinastije novega kraljestva Egipta (približno 1550 -1080 pr. n. št.) . Starodavno ime naselja je bilo Set maat – 'Mesto resnice', delavci, ki so tam živeli, so se imenovali 'služabniki mesta resnice' . V času krščanske dobe je bil tempelj Hator spremenjen v cerkev, iz katere izhaja izraelsko arabsko ime Deir el-Medina ('samostan mesta') .
V času, ko se je svetovni tisk osredotočal na odkritje Howarda Carterja grobnice Tutankamona leta 1922, je ekipa pod vodstvom Bernarda Bruyera začela izkopavati omenjeno arheološko najdišče . 
To delo je pripeljalo do enega najbolj temeljito dokumentiranih zapisov o življenju skupnosti v antičnem svetu, ki se razteza skoraj štiri sto let. Ni mogoče primerjati mesta, v katerem se lahko organizacija, družbene interakcije, delovne in življenjske razmere skupnosti raziščejo tako podrobno .
Najdišče je na zahodnem bregu Nila, nasproti sodobnega Luksorja. Vas je bila postavljena v majhnem naravnem amfiteatru v bližini Doline kraljev na severu, pogrebnih templjev na vzhodu in jugovzhodu. Vas je bila morda zgrajena ločeno od ostalega prebivalstva, da bi ohranili skrivnost zaradi občutljive narave dela, ki se je izvajala v grobnicah .

## Zgodovina izkopavanj
Pomembna najdba papirusov je iz 1840-ih v bližini vasi, številni predmeti pa so bili najdeni tudi v 19. stoletju. Arheološko najdišče je najprej resno izkopal Ernesto Schiaparelli med letoma 1905-1909, ko so odkrili velike količine črepinj. Francoska ekipa, ki jo je vodil Bernard Bruyère, je med letoma 1922-1951 izkopala celotno lokacijo, vključno z vasjo, smetiščem in pokopališčem. Žal zaradi pomanjkanja nadzora se zdaj zdi, da je bilo približno polovico odkritih papirusov odstranjenih brez znanja ali odobritve vodje ekipe. V bližini vasi je bilo približno pet tisoč črepinj različnih trgovskih in literarnih del . Jaroslav Černý, ki je bil del Bruyèreve ekipe, je skoraj petdeset let, do svoje smrti leta 1970 študiral vas in je lahko imenoval in opisal življenja številnih prebivalcev . Vrh s pogledom na vas je bil preimenovan v 'Mont Cernabru' v priznanje dela Černy in Bruyèra.

## Vas
Prvi datirani ostanki vasi pripadajo vladavini Tutmoza I. (1506-1493 pr. n. št.) s končno obliko, ki sodi med obdobje Ramzesov. Na vrhuncu je skupnost imela okoli oseminšestdeset hiš, skupno površino 5600 m² z ozko cesto skozi vas. Glavna cesta skozi vas je bila morda pokrita, da bi zaščitili vaščane pred močnim bleščanjem in toploto sonca. Velikost naselja se je spreminjala, vendar so bile po vsej vasi uporabljene enake gradbene metode. Zidovi so bili izdelani iz na soncu sušenih opek, postavljenih na vrhu kamnitih temeljev. Blato je bilo na zidovih, ki so bili na zunanjih površinah pobarvani z belo barvo, nekatere notranje površine so bile pobeljene do višine okoli enega metra. Lesena vhodna vrata so morda nosila ime stanovalca . Hišo je sestavljalo štiri do pet prostorov (vhod, glavna soba, dve manjši sobi, kuhinja s kletjo in stopnišče, ki je vodilo do strehe). Bleščanju sonca so se izognili tako, da so postavili okna visoko na zidu. Glavna soba je imela opečno ploščad s stopnicami, ki so se lahko uporabljale kot svetišče ali postelja. Skoraj vse hiše so imele niše za kipe in majhne oltarje. Grobnice, ki jih je skupnost zgradila za lastno uporabo, so imele majhne kamnitne kapele in podstrukture, okrašene z majhnimi piramidami. 
Zaradi svoje lokacije vas ni bila prijetno okolje: bila je v ozki dolini z neugodnimi okoliškimi pobočji, ki odsevajo puščavsko sonce in hribom Gurnet Murai, ki odseka severni vetrič in pogled na zeleno rečno dolino. Vas je bila opuščena okoli 1110-1080 pr. n. št. v času vladavine Ramzesa XI. (katerega grob je bil zadnji od kraljevskih grobnic, zgrajenih v Dolini kraljev) zaradi naraščajočih groženj predvsem z ropom robov, libijskih napadov in nestabilnosti državljanske vojne . Ptolemajci so pozneje zgradili tempelj posvečen boginji Hator na mestu antičnega svetišča.

## Besedila v Deir el-Medina
Ohranjena besedila opisujejo dogodke vsakdanjega življenja in ne večje zgodovinske dogodke. Osebna pisma veliko razkrivajo o družbenih odnosih in družinskem življenju vaščanov. Starodavno gospodarstvo dokumentira evidenca prodajnih transakcij, ki prinašajo informacije o cenah in menjavi. Zapisi o molitvah in čaranjih kažejo navadne popularne pojme božanskega, medtem ko raziskovalci v starodavnem zakonu in praksi najdejo bogat vir informacij, zabeleženih v besedilih iz vasi. Najdenih je bilo tudi veliko primerov najbolj znanih del starega egipčanske literature. Tisoče papirusov in črepinj še vedno čaka na objavo. 

### Življenje na vasi
Naselje je bilo dom mešanega prebivalstva Egipčanov, Nubijcev in drugih, ki so bili zaposleni kot delavci (kamnoseki, mavčarji, nosači vode), pa tudi tisti, ki so sodelovali pri upravljanju in okraševanju kraljevih grobnic in templjev. Obrtniki in vas so bili organizirani v dve skupini, levo in desno skupino, ki so delali na nasprotnih straneh grobnih zidov, podobnih ladijski posadki, z vodjo v vsaki, ki je nadziral vas in delo.
Ker je bil glavni izvir trideset minut hoje od vasi, so imeli nosače, ki so vas redno oskrbovali z vodo. Ob delu na grobnicah so obrtniki čez noč počivali v kampu s pogledom na grobnico Hačepsut (1479-1458 pr. n. št.), ki je še danes viden. Zapisi kažejo, da so delavci kuhali hrano, ki so jim jo dostavljali iz vasi.
Na podlagi analize dohodka in cen, bi bili delavci vasi sodobno gledano kot srednji razred. Kot plačani državni uslužbenci so bili plačani v obrokih po trikratni stopnji, vendar so pogosto izvajali tudi druga neuradna dela. Na velikih festivalih, kot je bil Sed festival, so bili delavci založeni z dodatnimi zalogami hrane in pijače, da bi jim omogočili elegantno praznovanje.
Delovni teden je trajal osem dni, sledila sta dva dneva počitka, šest dni v mesecu je bilo pogosto mogoče manjkati zaradi bolezni, družinskih razlogov in, kot je zapisal pisar grobnice, veslati z ženo ali imeti mačka. Vključno z dnevi, ki so bili namenjeni festivalom, je bila več kot tretjina leta prosto v času vladavine Merneptaha (1213-1203 pr. n. št.). 
Delavci so lahko med svojimi prostimi dnevi delali na lastnih grobnicah in ker so bili med najboljšimi obrtniki v starem Egiptu, ki so kopali in okrasili kraljeve grobnice, so njihove grobnice med najlepšimi na zahodni obali.
Velik del skupnosti, vključno z ženskami, bi znalo brati in morebiti pisati.
Delo delavcev je bilo zaželeno in cenjeno, delovna mesta so bila dedna.
Primeri odkritih ljubezenskih pesmi kažejo, kako se je izvajalo prijateljstvo med spoloma, prav tako pa tudi socialno pitje moških in žensk. Egipčanske poroke med prebivalci so bile monogamne, a je iz zapisov malo znanega o porokah ali poročnih postopkov. Za pare ni bilo neobičajno, če bi imeli šest ali sedem otrok, nekateri celo deset.
Znane so ločitve in ponovne poroke. Merymaat je zapisal, da želi ločiti zaradi vedenja svoje tašče. Dekliške sužnje so lahko postale nadomestne matere v primerih, ko je bila žena neplodna in s tem dvignila svoj status in si pridobila svobodo.
Skupnost se je lahko prosto gibala v in zunaj obzidane vasi, vendar so iz varnostnih razlogov lahko vstopili samo tisti, ki so imeli dobre razloge, povezane z delom.

### Ženske in vaško življenje
Zapisi iz te vasi zagotavljajo večino informacij, ki jih poznamo o tem, kako so ženske živele v dobi novega kraljestva . Za pomoč pri mletju zrnja in pranju perila je vlada ženskam zagotavljala služabnike. Žene delavcev so skrbele za otroke in pekle kruh, glavni vir hrane v teh družbah. Velika večina žensk, ki so imeli poseben verski status zapisan v njihovem imenu, je bila poročena z vodjem ali pisarjem in bi lahko imela naslov pevca z uradnimi položaji v lokalnih svetiščih ali templjih, morda celo v glavnih templjih v Tebah. Po egipčanskem pravu so imele lastninske pravice. Imele so lastno premoženje in tretjino vsega v zakonu pridobljenega. To bi pripadalo samo ženi v primeru razveze ali smrti moža. Če bi prej umrla, bi dedovali njeni dediči, ne pa njeni zakonec. Izdelavo piva je običajno nadzirala gospodinja, čeprav so delavci menili, da je dejavnost nadzorovana samo izgovor za nedelo. 

### Zakon in red
Delavci in njihove družine niso bili sužnji, temveč svobodni državljani, ki so po potrebi zahtevali uporabo pravosodnega sistema. Načeloma bi lahko vsak Egipčan napisal peticijo proti vizirju in lahko zahteval sojenje njegovih vrstnikov. Skupnost je imela svoje sodišče, sestavljeno iz nadzornika, poslancev, obrtnikov in sodnega pisarja in bilo pooblaščeno za obravnavo vseh civilnih in nekaterih kazenskih zadev, ki so se običajno nanašale na neplačevanje blaga ali storitev. Vaščani so se sami predstavljali in primeri bi lahko trajali več let. Lokalna policija, medžau, je bila odgovorna za ohranjanje javnega reda in miru ter za nadzor dostopa do grobnic v Dolini kraljev. Eden od najbolj znanih primerov, ki so bili zabeleženi, je Paneb, sin nadrejenega, ki je bil obtožen ropanja kraljevih grobnic, prešuštva in povzročanja nemirov v skupnosti. Izid ni znan, vendar zapisi kažejo na kaznovanje vodje delavcev. 
Ljudje Deir el-Medine so se pogosto posvetovali z orakli o mnogih vidikih njihovega življenja, vključno s pravičnostjo. Vprašanja bi se lahko zapisala ali povedala pred podobo boga, ki so jo nosili duhovniki na podstavku. Ko je prišlo do vprašanja pravičnosti in ga razsodišče ni razrešilo, bi kip nosili in vprašali: »Je kdo ukradel moje blago« in če bi kip pokimal obtožencu, bi veljal za krivega. Včasih bi obtoženec odrekel krivdo in zahteval, da drugo prerokbo ali v vsaj enem primeru, ko to ni uspelo, prosil, da vidi tretjo. Ko je tudi tretji pokimal in pokazal krivdo, bi bila sprejeta sodba. Prav tako so verjeli, da bi lahko prerok kaznoval ali nagradil tako, da bi ljudem prinesel slepoto kot kazen ali čudežno ozdravitev kot nagrado. 

### Medicinska oskrba
Zapisi in črepinje iz Deir el-Medine dajejo prepričljiv pogled na medicinsko delo v novem kraljestvu. Tako kot v drugih egipčanskih skupnostih so delavci in prebivalci Deir el-Medine skrbeli za svoje zdravstvene težave s pomočjo zdravljenja, molitve in čarovnije. Kljub temu zapisi v Deir el-Medini kažejo na določeno stopnjo delitve, saj zapisi iz vasi govorijo o »zdravniku«, ki je pogledal bolnike in predpisal zdravljenje, kot tudi »škorpijonskega čarovnika«, ki se je specializiral za magično zdravilo kot je ugriz škorpijona. 
Zdravstvena besedila iz Deir el-Medine so se razlikovala tudi v njihovem prometu. Čarobne uroke in zdravila so bila razširjena med delavci; obstaja celo nekaj primerov urokov, ki so se pošiljala od enega delavca do drugega, brez "usposobljenega" posrednika. Zdi se, da so pisna medicinska besedila precej redkejša, vendar peščica ostankov, ki vsebujejo recept kaže na to, da je usposobljeni zdravnik sam zmešal bolj zapletena zdravila. Obstajajo tudi številni dokumenti, ki prikazujejo pisca, ki pošilja medicinske sestavine, vendar ni znano ali so bili ti poslani po zdravniškem receptu ali za domače zdravilo. 

### Religija
Izkopavanja kraljeve obrtne skupnosti v Deir el-Medini so dala veliko dokazov o osebni verski praksi in kultih. Državni bogovi so se častili skupaj z osebnimi bogovi brez vsakršnih nasprotij med nacionalnimi in lokalnimi načini verskega izražanja. 
Skupnost je imela med šestnajst in osemnajsti kapel, pri čemer so bile večje posvečene Hator, Pta in Ramzesu II. Zdi se, da so delavci častili Pta in Rešef, pismouki Tota in Sešat, kot pokroviteljskih božanstev njihove posebne dejavnosti. Ženske so v nosečnosti posebno častile Hator, Taveret in Bes in se obrnile na Renenutet in Meretseger za hrano in varnost. Meretseger ('Ona, ki ljubi tišino') je bila morda lokalno vsaj tako pomembna kot Oziris, veliki bog mrtvih.
Amenhotep I. (1526-1506 pr. n. št.) in njegovo mati, kraljico Amose-Nefertari, so vaščani častili mnogo generacij, verjetno kot božanska pokrovitelja skupnosti. Ko je Amenhotep umrl, je postal središče vaškega pogrebnega kulta, kot "Amenhotep mesta". Ko je umrla kraljica, je tudi kot božanstvo postala "Gospodarica neba" in "Gospa zahoda". Vsako leto so vaščani praznovali festival Amenhotepa I., kjer so starešine delovali kot duhovniki v ceremonijah, ko so častili svoje lokalne bogove, ki jih ni bilo nikjer drugje v Egiptu.
Molitve so bile narejene in posvečene posebnemu božanstvu kot votivne daritve, podobne slogu spokorniških psalmov v Tanaku, ki izražajo kesanje in zahvalo za milost. Stele pišejo o žalosti zaradi človeške napake in ponižno kličejo boga za odpuščanje in milost. V enem primeru se Meretseger vložil prošnjo za olajšanje bolečine. Na molitev odgovori tako, da prinaša "sladke vetrove". Na drugi steli delavec piše: »Bil sem človek, ki ga je poklicala Pta, gospodarica resnice, in mi povzročila, da vidim temo podnevi. Zdaj bom razglasil svojo moč tako za nevedne kot za razumne«. Amon se je štel za posebnega pokrovitelja revnih in tistega, ki je bil milosten do spokornikov.
Razlaga sanj je bila zelo pogosta. Knjiga sanj je bila najdena v knjižnici Scribe Kenhirkopeshefa, ki je bila stara tudi že takrat. Ta knjiga je bila uporabljena za razlago različnih vrst sanj. Razlage niso bile natančne in podobne sanje so pogosto imele drugačne pomene. V mnogih primerih je bila interpretacija nasprotna tisti, kar so sanje prikazovale, na primer srečne sanje pogosto označujejo žalost, sanje o dostojnosti pogosto označujejo pomanjkanje tega, itd.
Primeri interpretacije sanj vključujejo naslednje:
- Če človek vidi mrtvega, je to dobro; to pomeni, da je dolgo življenje pred njim.
- Če moški vidi, da je jedel krokodile, je to dobro; to pomeni, da deluje kot uradnik med svojimi ljudmi. (tj. postane davčni zbiralec)
- Če človek vidi obraz v ogledalu, je to slabo; to pomeni novo življenje.
- Če človek odkrije svoj hrbet, je to slabo; to pomeni, da bo kasneje postal sirota.

Tudi v templju Hator je nekaj obrtnikov zgradilo stele v njeno čast. Ena taka stela je stela Nefersenut, na kateri on in eden njegovih sinov kleči in dajejo daritve v človeški obliki. 

### Stavke
Gradnja kraljeve zgradbe je bila običajno dobro vodena glede na pomembnost dela, ki so ga opravljali. Plačevanje ustreznih plač je bila verska dolžnost, v pristojnosti boginje Maat. Ko se je to porušilo, so se pokazale težave v širšem smislu.  Prihod železne dobe in propad imperija sta povzročila gospodarsko nestabilnost z inflacijo kot pomembnim členom. Visoki ideali, izraženi v kodeksu Maat so postali napeti, kar je bil povod za delavske nemire. 
V približno 25. letu vladavine Ramzesa III. (1170 pr. m. št.) so bili delavci tako zaskrbljeni zaradi zamud pri plačilu, da so jim spustili svoja orodja in odšli z dela, kar bi lahko imeli za prvo stavko zapisano v zgodovini. Napisali so pismo vezirju, kjer so se pritožili zaradi pomanjkanja pšeničnih obrokov. Vodje vasi so jih poskušali pomiriti, vendar se niso vrnili na delo, dokler niso obravnavali njihovih pritožb. Na starešine so se odzvali z »velikimi kletvicami«. »Lačni smo«, so zahtevale posadke; »ta mesec je minilo osemnajst dni« in še vedno niso prejeli obrokov. Prisiljeni so kupiti svojo pšenico. Rekli so jim, naj pošljejo faraonu ali vezirju v obravnavo svoje skrbi. Po tem, ko so oblasti slišale za pritožbe, so se odzvale in delavci so se naslednji dan vrnili na delo. Sledilo je še nekaj napadov. Po enem od njih, ko je stavkovni vodja prosil delavce, naj mu sledijo, so rekli, da so imeli dovolj in se vrnili na delo. To ni bila zadnja stavka, a so kmalu obnovili redne zaloge pšenice in stavke so se končale za preostala leta Ramzesa III. Ker pa so vodje podprli oblasti, jim delavci niso več zaupali in so izbrali svoje predstavnike .. Nadaljnje pritožbe obrtnikov so zabeležene štirideset in petdeset let po prvem sporu med vladavinama Ramzesa IX. in Ramzesa X. 

### Ropanje grobnic
Po vladavini Ramzesa IV. (1155-1149 pr. n. št.) so se razmere v vasi vse bolj vznemirljive. Včasih ni bilo dela zaradi strahu pred sovražnikom. Zaloge zrnja so postale manj zanesljive in temu je sledilo še več stavk. Roparji grobnic so se povečali, pogosto so vdrli vanje skozi predor, tako da ne bi zlomili pečata in bili izpostavljeni. Razvili so način, ki je vključeval ovire in celo nekatere uradnike, ki so sprejeli podkupnine. Ko so vezirji preverili grobnice, da bi ugotovili, ali so tesnila poškodovana, niso ustrezno poročali o tem. Ko so končno ujeli roparje grobnice, so pri zaslišanju uporabili taktiko za lomljenja okončin, da bi dobili informacije o tem, kje so plenili in kdo so bili njihovi sostorilci.
Abbottov papirus poroča, da so nekateri uradniki pri iskanju grešnega kozla po mučenju pridobili priznanje ponavljajočega se storilca. Vendar je bil vezir sumničav, kako preprosto je osumljenec priznal, zato ga je prosil, da ga pelje v grob, ki ga je oropal. Vodil ga je v nedokončano grobnico, ki nikoli ni bila uporabljena in trdil, da je bila Izidina grobnica. Ko so si vzeli plen, ga niso vrnili v grobove; namesto tega so ga dodali v zakladnico. 

## Deir el-Medina v domišljiji
Francoski egiptolog in avtor Christian Jacq je napisal tetralogijo, ki se ukvarja z Deir el-Medino in njenimi obrtniki, pa tudi egiptovskim političnim življenjem v tistem času.